# Cserei György
Nagyajtai Cserei György (Székelykál, 1714. április 28. – 1774.) táblai ülnök.

## Élete
Cserei Mihály és Kun Ilona fia volt. Naplója az erdélyi történetírás máig használt forrása. Pietizmusa – apjáéhoz hasonlóan – a túlvilági üdvösség mellett a földi igazságszolgáltatásra irányul.

## Munkái
- Diarium Vitae Aerumnosae Georgii Cserei senioris de Nagy-Ajta 1756. consignari ceptum. Szövege részben magyar. A kolozsvári Történeti Lapokban (I. 1874.) az erdélyi múzeumban levő példányból közölve, jelent meg.
- Synopsis universarum poenalium in Decreto Tripartito, Approbata et Compilata Constitutionibus existentium cum additis notis observationibus in gratiam tyronum. 1754. ivrét 292 lap. (Szerző a kézirat első tiszta lapján megjegyzi, hogy 1765-ben beköttette és sajtó alá akarta adni, de mégis jobbnak látta azt kéziratban hagyni; megvan az Országos Széchényi Könyvtár kézirattárában.)